# Konstanz
Konstanz (fr. i en.: Constance, tal.: Costanza) njemački je grad u saveznoj pokrajini Baden-Württemberg, te najveći grad na Bodenskom jezeru i središte okruga Konstanz.
Grad se smjestio na Bodenskom jezeru, na izlazu rijeke Rajne iz gornjeg dijela jezera i to izravno na granici sa Švicarskom (Kanton Thurgau). Susjedni švicarski grad Kreuzlingen rastao je zajedno s Konstanzom, tako da se državna granica i danas proteže posred pojedinih zgrada oba grada. Na lijevoj (južnoj) strani Rajne smjestio se stari dio grada, dok se više novih gradskih četvrti smjestilo na desnoj (sjevernoj) strani rijeke, na poluotoku Bodanrück između donjeg dijela Bodenskog jezera i jezera Überlinger.
Gradu pripada i obližnji "cvjetni otok" Mainau na Überlinger jezeru kojeg godišnje posjeti preko milijun turista.
Povijesna jezgra Konstanza, posebice najstariji dio grada Niederburg, sačuvana je bolje od bilo kojeg drugog njemačkog grada, budući nije razorena u Tridesetogodišnjem, pa ni u Drugom svjetskom ratu. Za razliku od Friedrichshafena i drugih gradova na Bodenskom jezeru, Konstanz je srećom pošteđen od bombardiranja u Drugom svjetskom ratu. Jedan od razloga je taj što tijekom rata u gradu nije bilo zamračenja, pa bombarderi nisu mogli razlikovati Konstanz od susjednog švicarskog Kreuzlingena te je grad pošteđen razaranja iz straha od izbijanja diplomatskog skandala. Pored toga, grad nije imao veliku stratešku ili industrijsku važnost.
Konstanz je rodni grad izumitelja grofa Ferdinanda von Zeppelina i Wolfganga Isera, pripadnika takozvane škole estetike recepcije. U posjedu obitelji Zeppelin bio je i nekadašnji dominikanski samostan u kojem se danas nalazi hotel.

## Gradovi prijatelji
- Fontainebleau (Francuska) od 1960.
- Richmond upon Thames (Engleska) od 1983.
- Tábor (Češka) od 1984.
- Lodi (Italija) od 1986.

## Galerija
- Münster (katedrala)
- Schnetztor
- Rheintorturm

## Vanjske poveznice
- Službena stranica  Arhivirana inačica izvorne stranice od 7. rujna 2014. (Wayback Machine)
- Panoramski prikaz grada Konstanza  Arhivirana inačica izvorne stranice od 25. kolovoza 2006. (Wayback Machine)

### Ostali projekti
|  | Zajednički poslužitelj ima još gradiva o temi Konstanz |